# Hiệu suất chi tiết đơn hàng được xác nhận
Hiệu suất chi tiết đơn hàng được xác nhận (CLIP) là một trong những số liệu chẩn đoán để thực hiện đơn hàng hoàn hảo, xác định phép đo độ tin cậy phân phối chuỗi cung ứng giữa các cơ sở trong chuỗi cung ứng.  Những cơ sở đó có thể thuộc về một công ty hoặc trải rộng trên một số công ty.  CLIP là một phép đo tương tự lấy phần hoàn thành vào tài khoản bằng cách sử dụng ngày cam kết của khách hàng làm ngày tham chiếu.  Điều này dự định sử dụng trong một phần của chuỗi cung ứng với mô hình nhu cầu trong thời gian cố định (ví dụ hàng ngày hoặc hàng tuần) và luồng nguyên liệu cố định (ví dụ giữa trung tâm sản xuất và phân phối), sau đó được phân chia lại để gửi cho các khách hàng và địa điểm khác nhau.

## Định nghĩa
CLIP cho thấy mối quan hệ giữa tổng số giao hàng và giao hàng vượt quá so với tổng số đơn đặt hàng và tồn đọng thực tế theo số phần trong khoảng thời gian được xem xét.  Tổng hợp tất cả các số bộ phận (định danh để kiểm soát sản xuất, tính toán, giao hàng và các sản phẩm cho mục đích khác), nó cho thấy trạng thái thực hiện đơn hàng.  Phân phối vượt mức (cộng với giao hàng quá mức) cho một sản phẩm (được chỉ định bởi số phần của nó) không bù cho tồn đọng của sản phẩm khác.
Các định nghĩa cho tồn đọng, giao hàng trước, giao hàng quá mức và giao hàng vượt mức cho một sản phẩm như sau:
- Có tồn đọng nếu tổng số tiền giao hàng nhỏ hơn tổng số cam kết.
- Có một giao hàng trước nếu tổng số tiền giao hàng lớn hơn tổng số cam kết và có đơn đặt hàng cho tương lai.
- Có một giao hàng quá mức nếu tổng số tiền giao hàng lớn hơn tổng số cam kết nhưng không có nhiều đơn đặt hàng trong tương lai.
- Giao hàng vượt quá là tổng của giao hàng trước và giao hàng quá mức.

Để xác định hiệu suất của chi tiết đơn hàng được xác nhận, hai số lượng "ảo" được giới thiệu: đơn hàng gần như đã cam kết và phân phối ảo.  Đơn hàng gần như đã cam kết cho một sản phẩm p bao gồm đơn đặt hàng thực tế cho tuần giao hàng được xem xét (DW) cộng với bất kỳ tồn đọng nào của sản phẩm này được tích lũy cho đến tuần đó.
- đơn hàng hầu như đã cam kết p, DW = đơn hàng thực tế p, DW + tồn đọng p, DW

Việc phân phối ảo cho một sản phẩm bao gồm các chip thực sự được giao trong tuần giao hàng được xem xét cộng với bất kỳ việc giao hàng vượt quá nào của sản phẩm này được tích lũy cho đến tuần đó.
- phân phối ảo p, DW = phân phối thực tế p, DW + phân phối vượt quá p, DW

Hiệu suất chi tiết đơn hàng được xác nhận của một sản phẩm p trong một tuần giao hàng được tính bằng tỷ lệ phân phối ảo với đơn hàng gần như đã cam kết.  Nếu có nhiều chip được giao hơn đơn đặt hàng, CLIP hàng tuần của sản phẩm tương ứng là 100%.
- {\displaystyle CLIP_{weekly,p}} = {\displaystyle min[{\frac {vitualdelivery_{p,DW}}{virtuallycommittedorder_{p,DW}}},1]}×100%

CLIP hàng tuần của toàn bộ trang web được tính là CLIP trung bình hàng tuần của tất cả các sản phẩm với đơn hàng gần như đã cam kết.  Mỗi sản phẩm được tính riêng (theo số phần).  Không có trọng số theo khối lượng áp dụng.
- {\displaystyle CLIP_{weekly,p}} = {\displaystyle [{\frac {\sum _{p=1}^{numberoforderedproducts}(CLIP_{weekly,p})}{numberoforderedproducts}}]}×100%

## Tập hợp
CLIP đang được đo cho mỗi số phần. Giá trị CLIP của một “bó” nhất định (vị trí, PL, Segment, vv) số phần được tính bằng trung bình các giá trị CLIP của số phận cá nhân trong đó “bó”. Mỗi số phận trong một tập hợp (“bó”) được tính là 1, không phân biệt lớn như thế nào khối lượng sản xuất cho rằng số phần là.
Độ trễ so với ngày xác nhận được tính đến.  Trong mọi khoảng thời gian, việc tồn đọng của các giai đoạn trước không được thực hiện, hiệu suất CLIP sẽ xấu đi báo hiệu cho người nhận một nhu cầu mở.